# Кемеровский, Евгений Иванович
Евге́ний Ива́нович Ке́меровский (настоящая фамилия — Яковлев, 8 августа 1962, Новый Городок, Кемеровская область) — российский поэт, певец жанра русский шансон, автор песен, музыкальный продюсер.

## Биография
Склонность к музыке Евгения началась ещё в детстве, когда бабушка его научила играть на гитаре и фортепьяно. В 12 лет Евгений начал обучение в музыкальной школе, а в 14 лет он уже играл в самодеятельных группах и на танцплощадках.
Однако, выбирая образование, отдал предпочтение Смоленскому институту физкультуры и спорта (специализация — вольная борьба), в котором учился с 1980 по 1984 год. С 1988 по 1990 год учился в Московской академии спорта, во время учёбы в которой стал мастером спорта СССР по вольной борьбе. С 1991 по 1992 год учился в Берлинской школе искусств по специализации «режиссура и сценарий».
В 1990 году был записан дебютный альбом «Не вспоминай меня», который не получил широкой известности.
1 декабря 1992 года в автомобильной катастрофе погибает брат-близнец Евгения, чемпион СССР по вольной борьбе Александр Яковлев. Евгения это «выбило из колеи» на 3 года, но в какой-то момент он решил пойти в музыкальную студию, чтобы записать альбом памяти брата.
Дебют Евгения Кемеровского как певца состоялся в 1995 году на презентации двойного альбома «Мой брат». На первом диске были собраны 8 песен Евгения, которые он написал после смерти брата, а второй диск состоял из стольких же песен, которые были написаны Александром. Альбом имел успех, а профессионально сделанные клипы на песни из альбома (часть из них снималась в США и Германии) попали в ротацию основных российских телеканалов, а песня «Братва, не стреляйте друг  друга» становится визитной карточкой Кемеровского и одним из главных хитов того времени и не менее значимой песней жанра «русский шансон». Кроме того, Кемеровский был номинирован на премию «Овация» в номинации «Городской романс».
Псевдоним «Кемеровский» появился в Нью-Йорке, где снимали клип на песню «Холодное утро». Американцы не могли выговорить фамилию «Яковлев», и переводчик попросил дать ему для работы «какую-нибудь другую фамилию». Евгений, не задумываясь, сказал: Кемеровский.

### Сотрудничество с PolyGram
В 1996 году Евгений Кемеровский подписал контракт с фирмой «PolyGram Россия», которая обеспечила выход его релизов и демонстрацию клипов по «BIZ-ТВ», что поспособствовало популярности артиста.
На этой же фирме он выпустил свой второй альбом «Столыпинский вагон», помимо песен и клипов, популярности способствовала неизменная кепка, в которой артист появлялся на тусовках, что делало данный образ более узнаваемым.
В конце 1997 году популярность Кемеровского становится массовой, когда музыкант обратился, помимо русского шансона, к ритмике буги-вуги и рок-н-ролла 60—70-х. Результатом этих экспериментов стал его третий альбом «Крёстный». С новым материалом Кемеровский успешно гастролировал, собирая по стране 3-5 тысячные площадки. К 1998 году он прекратил работать с «PolyGram Россия».

### Дальнейшее творчество
В 1998 году Евгений Кемеровский занялся реализацией накопившегося песенного материал, который реализовался в очередной альбом «Над сибирской тайгой». Этим же летом он совершил всероссийский тур в поддержку альбома, в рамках которого объехал Дальний Восток, Сибирь, Урал и Европейскую часть России (всего — 42 города), а также США и Израиль. В концертах принимал участие шоу-балет Аллы Духовой «Тодес», а сам тур был завершён концертами в ГЦКЗ «Россия» в марте 1999 года.
Следующий альбом Евгения Кемеровского вышел только в 2008 году и им стал альбом «Так будем жить», который был записан в сотрудничестве с Игорем Коржом. В этом же году Евгений выпустил кавер-альбом песен Владимира Высоцкого «Охота на волков» и поэтический сборник «Счастье», который быстро становится библиографической редкостью.
В настоящее время Евгений Кемеровский записывает новые песни, гастролирует. Недавно[когда?] закончена работа над новым поэтическим сборником «Бесконечность».
Жена Тамара, есть сын.

### Сотрудничество с исполнителями
Параллельно с песнями для своего репертуара Евгений Кемеровский пишет песни и для других исполнителей. Его песни поют звёзды эстрады. На многие из них сняты видеоклипы.
- «Глухонемая любовь» — Борис Моисеев;
- «Я по тебе скучаю» — Катя Лель;
- «Ладони» — Ирина Аллегрова;
- «Твоё имя — танго» — Лайма Вайкуле;
- «Хозяйка судьбы» — Любовь Успенская;
- «Прошлый век» — Елизавета Фаткулина;
- «Спасибо тебе за всё» — Игорь Корж;
- «Кровь цыганская» — Владимир Карафетов;
- Я по тебе скучаю — Таисия Повалий
- и множество других исполнителей.